# Кондратьев, Александр (партизан)
Александр Кондратьев — советский пионер-герой и партизан.
Родился в деревне Голубково Ленинградской области. Во время Великой Отечественной войны, в июле 1941 года он и его товарищи из деревни Голубково создали свой отряд партизан. Первой их акцией был взрыв моста на дороге, по которой вермахт перебрасывал подкрепление. Потом они разрушили дом, обустроенный под казарму, а вскоре подожгли мельницу, где немцы мололи зерно. Последней акцией отряда стал обстрел вражеского самолёта, кружившего над Череменецким озером. Немцы выследили юных партизан и схватили их. После жестокого допроса, ребят повесили на площади в городе Луга.